# Bel Air (Maryland)
Bel Air è un comune degli Stati Uniti d'America, situato nello stato del Maryland, nella contea di Harford, della quale è il capoluogo.
Qui nacque nel 1838 John Wilkes Booth, attore teatrale famoso per aver ucciso il sedicesimo presidente degli Stati Uniti, Abraham Lincoln.